# Nissan Atleon
Nissan Atleon — сімейство вантажівок середньої вантажопідйомності, що виробляються Nissan на заводі Nissan Motor Iberica з 1980 по 2013 рік.

## L/M серія (1980-2000)
З 1980 року виготовлялися вантажівки Ebro L/M-серії, що прийшли на заміну автомобілям Ebro P-серії. На автомобілі Ebro L45, L60, L70 і L80 встановлювали 4-циліндрові двигуни Perkins 4.236 об'ємом 3,867 л потужністю 75 к.с.
На автомобілі Ebro M100 і M125 встановлювали 6-циліндрові двигуни Perkins 6.354 об'ємом 5,8 л потужністю 111 к.с.
В 1987 році автомрбілі продавалися під мназвою Nissan L/M-серії з дещо зміненим зовнішнім виглядом.

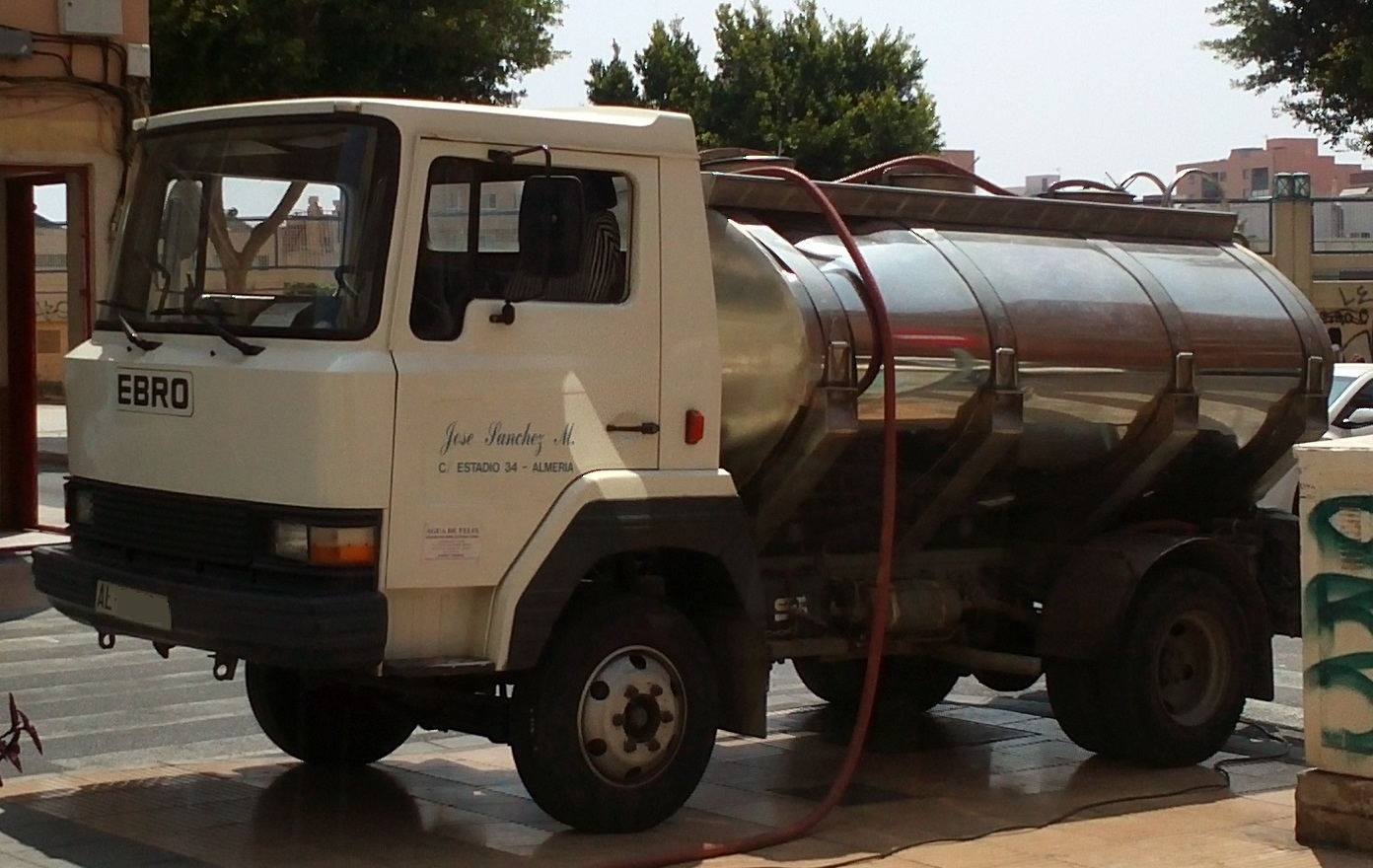
Ebro L/M (1980-1987)
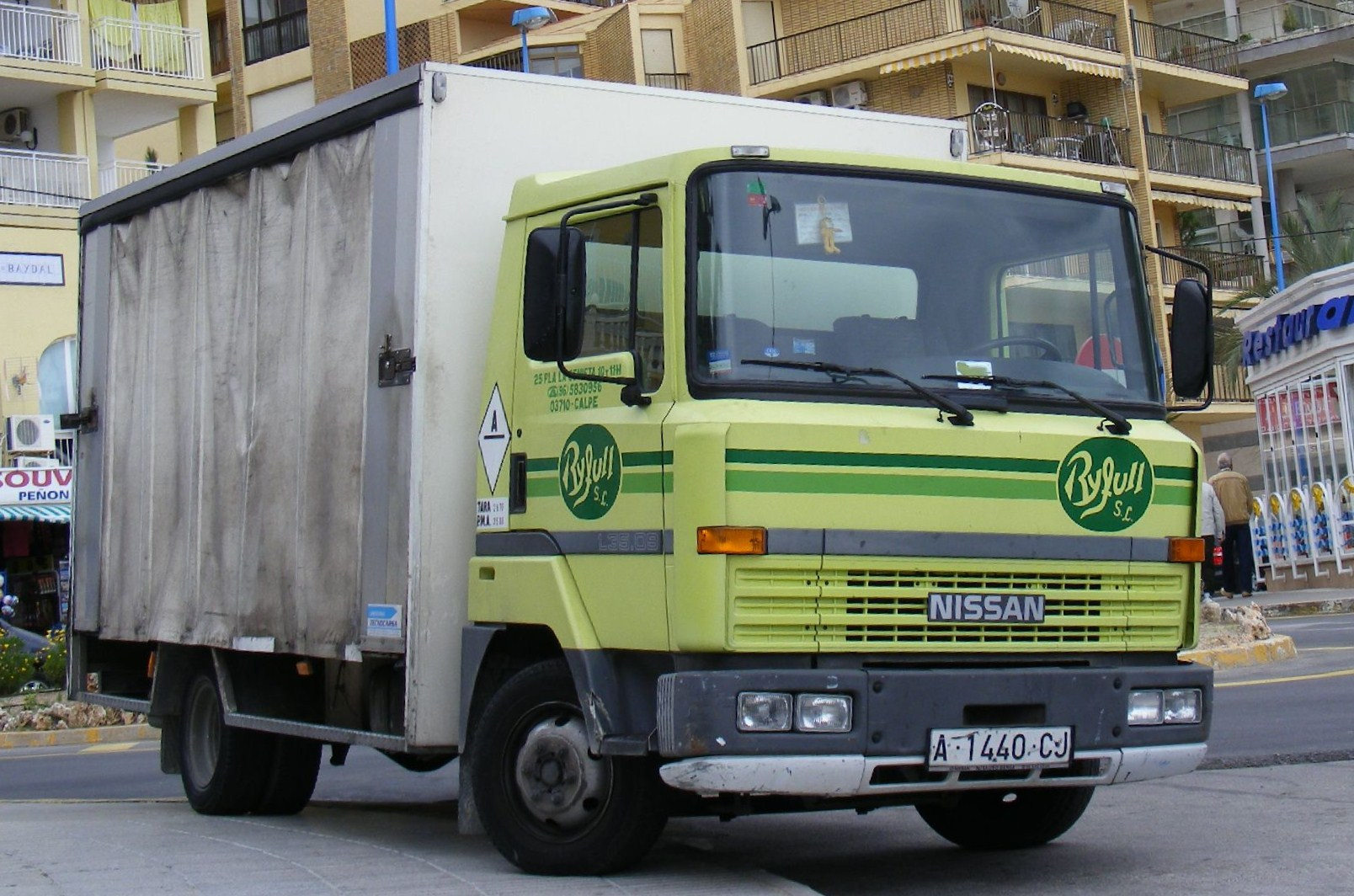
Nissan L/M (1987-2000)

## Eco-T (1997-2000)
В 1997 році представлено модернізоване сімейство Nissan L/M-серії, яке на багатьох ринках називалось Nissan ECO-T (наприклад, Німеччина) або Nissan Camiones ECO-T (Іспанія), а на деяких ринках продавалася з приставкою Atleon.
З 2000 року на всіх ринках модель продавалась під назвою Atleon.

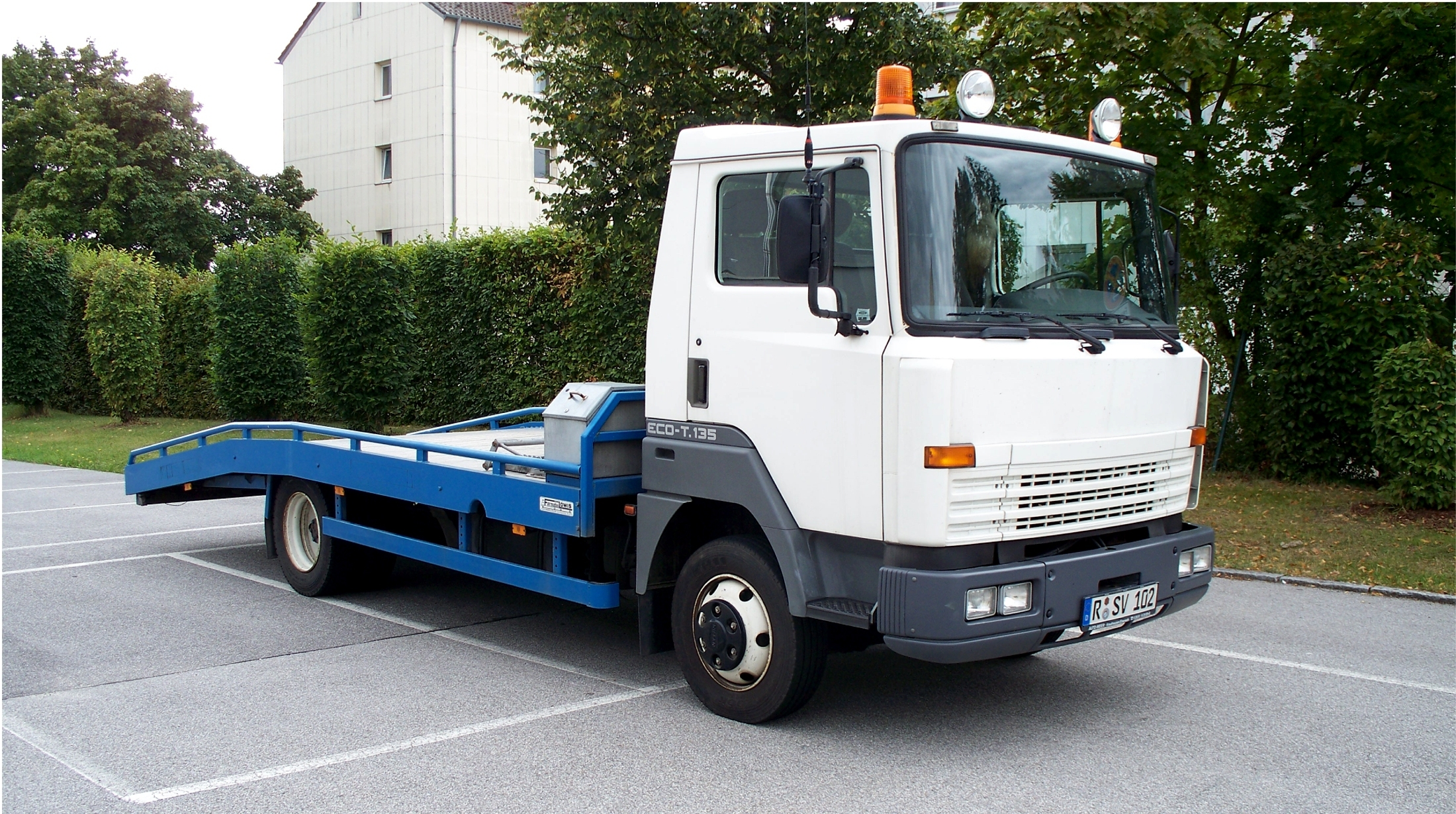
Nissan Eco-T.135 (Atleon) (1997-2000)
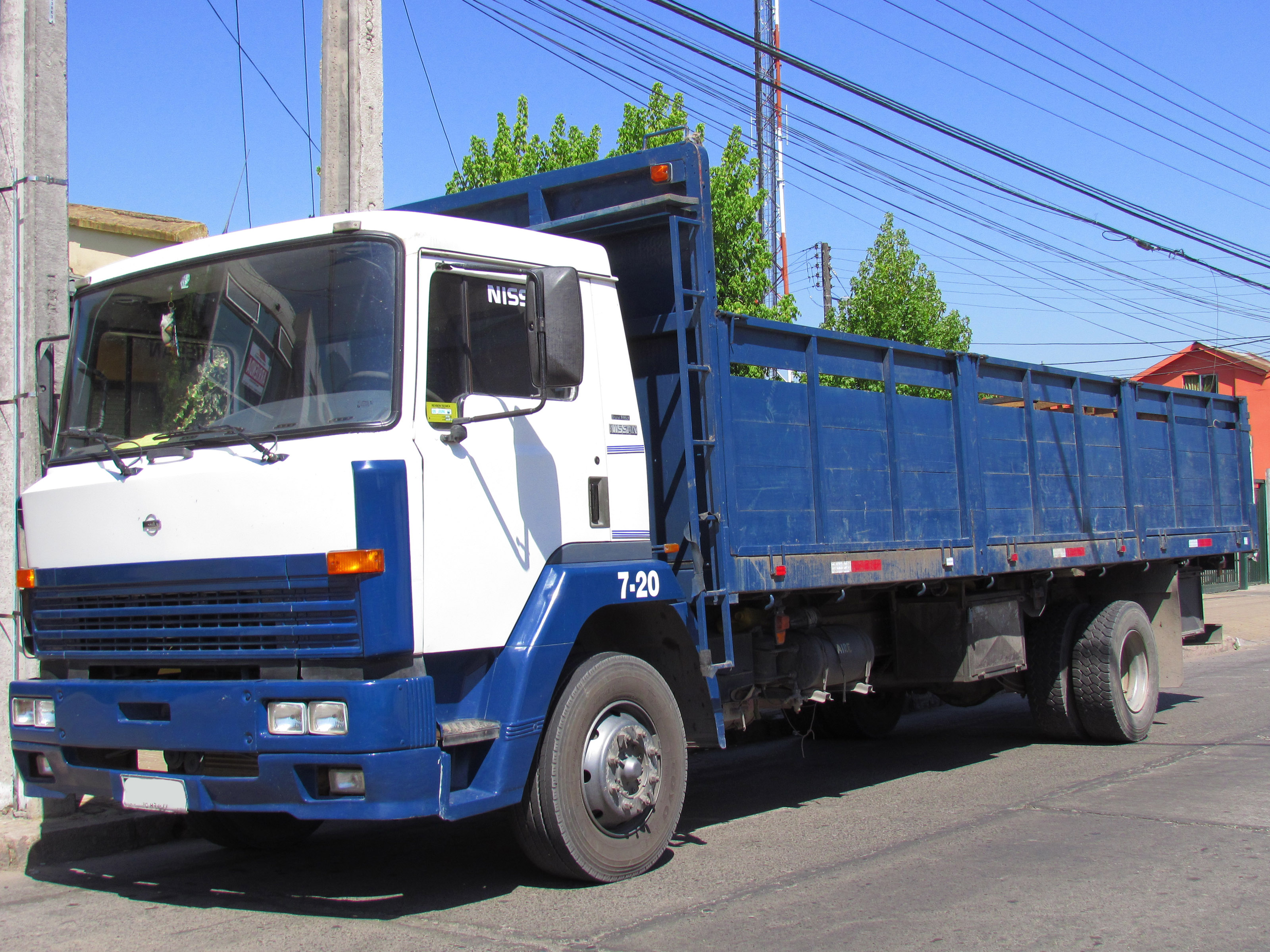
Nissan Eco-T.200 (Atleon) (1997-2000)

### Двигуни
| Модель    | Циліндри | Об'єм см³ | Потужність                     | Крутний момент      | Код двигуна  | Роки виробництва |
| --------- | -------- | --------- | ------------------------------ | ------------------- | ------------ | ---------------- |
| ECO-T.100 | 4        | 2953      | 80 kW (108 к.с.) bei 3600/min  | 260 Nm bei 2000/min | BD-30 Ti     | 1997–2000        |
| ECO-T.135 | 4        | 3989      | 101 kW (137 к.с.) bei 2600/min | 417 Nm bei 1300/min | B4-40 Ti     | 1997–2000        |
| ECO-T.160 | 4        | 5985      | 117 kW (159 к.с.) bei 2600/min | 459 Nm bei 1500/min | B6-60 Ti     | 1997–2000        |
| ECO-T.200 | 4        | 5985      | 154 kW (209 к.с.) bei 2600/min | 647 Nm bei 1300/min | B6-60 Ti (H) | 1997–2000        |

## Atleon (2000-2013)
З 2000 по 2013 рік на європейському продавалася вантажівка Nissan Atleon зі звичайною і вузькою кабіною та різноманітними двигунами. Крім звичайних представлені і повноприводні версії 4х4.

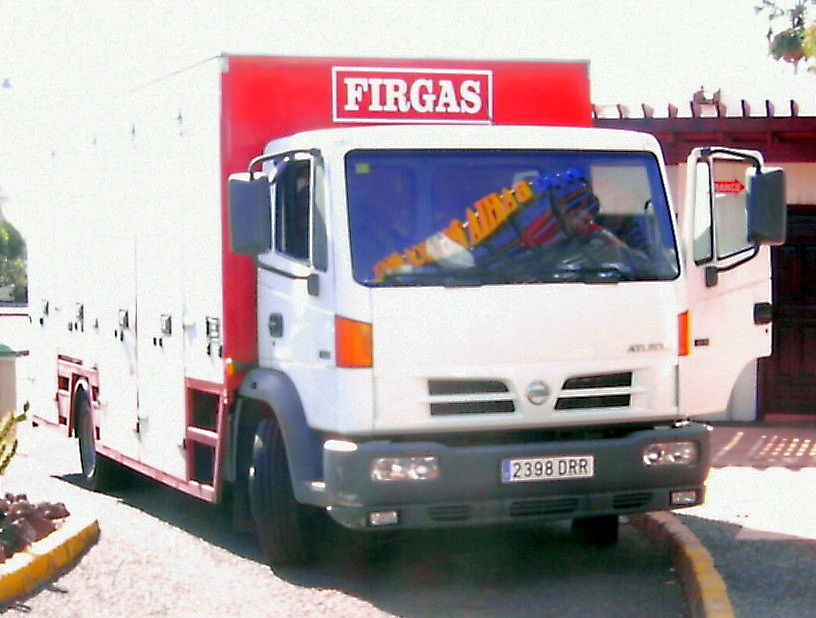
Nissan Atleon (2000-2006)
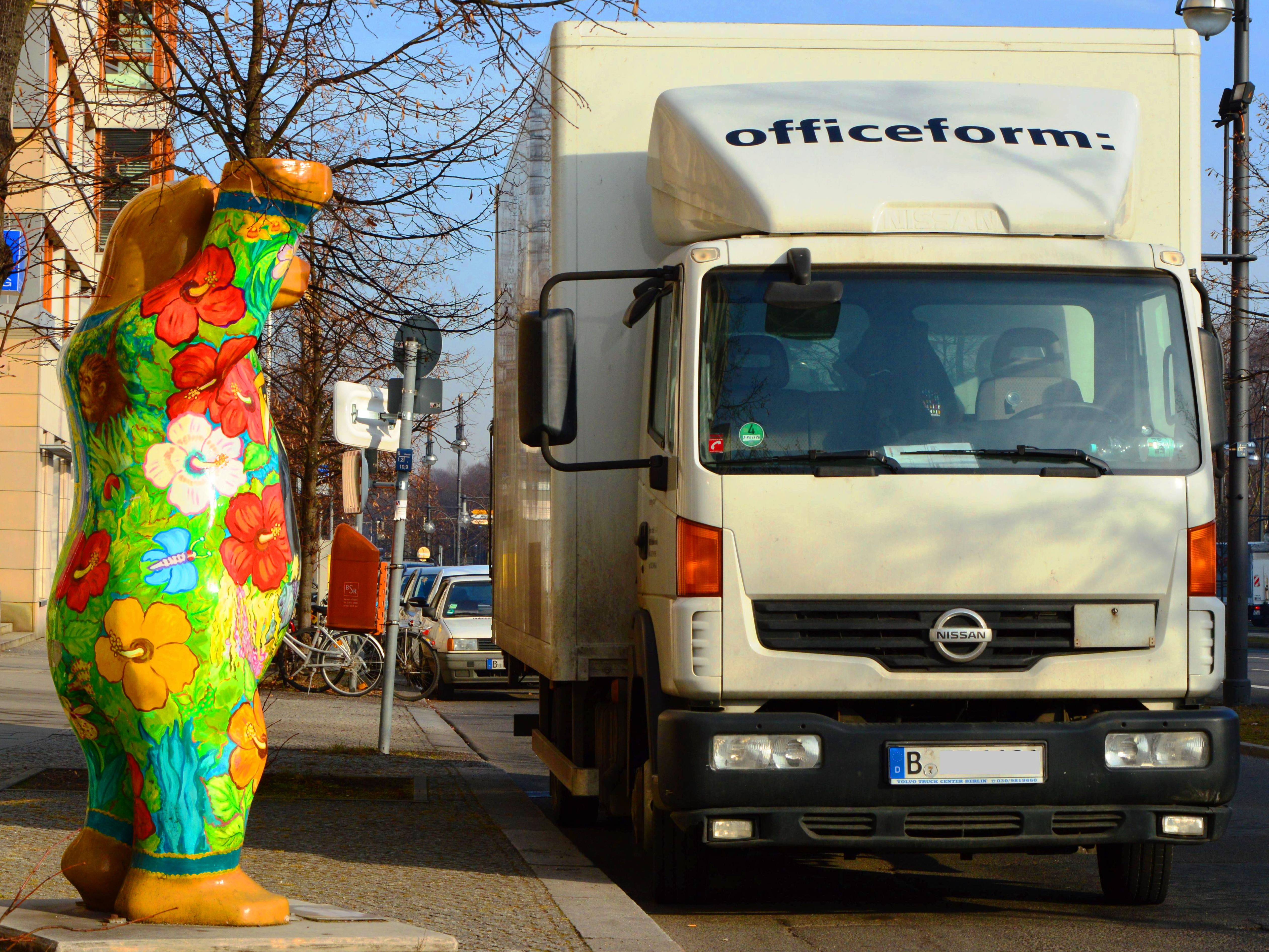
Nissan Atleon (2006-2013)

### Двигуни
| Модель             | Циліндри | Об'єм см³ | Потужність                     | Крутний момент      | Код двигуна     | Роки виробнийтва |
| ------------------ | -------- | --------- | ------------------------------ | ------------------- | --------------- | ---------------- |
| Atleon.110         | 4        | 2953      | 81 kW (110 к.с.) bei 3500/min  | 262 Nm bei 2100/min | BD-30 Ti        | 2000–2006        |
| Atleon.140         | 4        | 3989      | 102 kW (139 к.с.) bei 2600/min | 425 Nm bei 1300/min | B4-40 Ti        | 2000–2006        |
| Atleon 35.15/56.15 | 4        | 2953      | 110 kW (150 к.с.) bei 3400/min | 350 Nm bei 2000/min | ZD30Kai         | 2006–2013        |
| Atleon.165         | 6        | 5985      | 119 kW (162 к.с.) bei 2600/min | 459 Nm bei 1500/min | B6-60 Ti (L)    | 2000–2006        |
| Atleon 80.19       | 4        | 4500      | 136 kW (185 к.с.) bei 2500/min | 700 Nm bei 1200/min | Cummins ISB5-4H | 2006–2013        |
| Atleon.210         | 6        | 5985      | 154 kW (209 к.с.) bei 2600/min | 647 Nm bei 1300/min | B6-60 Ti (H)    | 2000–2006        |